# Horitzontal (Calder)
Horitzontal és una escultura de l'artista estatunidenc Alexander Calder realitzada l'any 1974 i exposada al Centre Georges Pompidou de París.

## Descripció
Segons la descripció de Calder, Horitzontal és un « stabile-mobile », format per una part fixa que suporta una part mòbil. La part fixa consisteix en un peu de metall negre format per quatre peces triangulars que s'uneixen per la part superior. Suporten la prt mòbil, una fletxa horitzontal sobre la qual pengen cinc pètals de metall pintat: dos en un costat (negre i vermell respectivament) i tres en l'altre (groc, blau i vermell). Aquests pètals equilibren la fletxa, que és capaç de girar al voltant del seu eix.

## Localització
L'obra està instal·lada a la Plaça Georges-Pompidou, davant del Centre Georges Pompidou en el 4t districte de París.

## Història
Horizontal és una creació de 1974, una de les últimes de Calder abans de la seva mort l'any 1976. L'obra va ser objecte tot seguit d'una dació en pagament i es va unir a les col·leccions nacionals franceses.
L'any 1983, Horizontal va ser exposada en el Centre Georges Pompidou en el marc de l'exposició « Obres monumentals de la col·lecció del Museu Nacional d'Art Modern ». L'any 1992, va ser traslladada a la plaça Parvis de la Défense per a l'exposició « Els Monuments de Calder ». Tot seguit, no es va tornar a mostrar al públic durant prop de 20 anys.
El 28 de juny de 2011, es va ubicar l'obra sobre l'esplanada de davant del centre Pompidou, en el lloc que antigament havia ocupat Le Pot doré de Jean-Pierre Raynaud, de 2009.